# 西蘭開斯特鎮區 (愛荷華州基奧卡克縣)
西蘭開斯特鎮區（英語：West Lancaster Township）是位於美國愛荷華州基奧卡克縣的一個行政鎮區。

## 地方資料
根據2010年美國人口普查的數據，西蘭開斯特鎮區的面積為65.49平方千米，當中陸地面積為65.40平方千米，而水域面積為0.09平方千米。當地共有人口214人，而人口密度為每平方千米3.27人。